# 杉山祐子
杉山 祐子（すぎやま ゆうこ）は、日本の文化人類学者。弘前大学教授。専門は、アフリカ社会に関する生態人類学的研究。
1981年、埼玉大学教養学部文化人類学コース卒業。1987年、筑波大学大学院歴史・人類学研究科博士後期課程修了。弘前大学人文学部教授。

## 著書・論文

### 著書
- 「ザンビアにおける農業政策の変化とベンバ農村」（『アフリカの政治経済変動と農村社会』、アジア経済研究所、2001年）
- 「離婚したって大丈夫―ファーム化の進展とベンバ女性の現在」（『アフリカ女性の民族誌―伝統と近代化のはざまで』、1996年）
- 「農業の近代化と母系社会―焼畑農耕民ベンバの女性の生き方」（『続 自然社会の人類学』、1996年）
- 「『近代化』と女性―アフリカ女性の生計活動から」（『生態人類学を学ぶ人のために』、1995年）

### 論文
- 「調査実習の事例報告 職人をフィールドワークする -弘前大学人文学部社会調査実習の実践」（共著）（社会と調査 (11), 131-135, 2013年）
- 「書評 今村薫著『砂漠に生きる女たち -カラハリ狩猟採集民の日常と儀礼』」（『アフリカ研究』 , 100-103, 2011年）
- 「焼畑農耕民社会における『自給』のかたちと柔軟な離合集散 -ザンビア,ベンバにおける『アフリカ・モラル・エコノミー』」（『日本文化人類学会研究大会発表要旨集』 2011(0), 12, 2011年）
- 「ブックガイド 農業と農学の新たな知的枠組みを模索する一冊 末原達郎著 人間にとって農業とは何か」（『農業と経済』 71(5), 105, 2005年）
- 「土地・自然資源をめぐる認識・実践・表象過程」（共著）（『アジア・アフリカ言語文化研究所通信』 108/109, 80-89, 2003年）
- 「母なるものの力」（共著）（『創造の世界』 (109), 86-113, 1999年）
- 「藤里町における山林利用の歴史と特徴」（『白神山地周辺村落における基層文化と森林アメニティの文化人類学的研究』文部省科学研究費報告書/, 37-51, 1999年）
- 「イベントから見た藤里町と白神山地」（『白神山地周辺村落における基層文化と森林アメニティの文化人類学的研究』文部省科学研究費報告書/, 52-70, 1999年）
- 「世界遺産の登録と秋田県藤里町における地域の自己像の再構築」（『白神山地周辺村落における基層文化と森林アメニティの文化人類学的研究』文部省科学研究費報告書/, 71-87, 1999年）
- 「『伐ること』と『焼くこと』―チテメネの開墾方法に関するベンバの説明論理と『技術』に関する考察」（『アフリカ研究』, 53/, 1-19, 1998年）
- 「『臼を貸してください』―生活用具の使用と所有をめぐるベンバ女性のマイクロポリティクス」（『アフリカ研究』, /30, 49, 1997年）
- 「北部ザンビア、ベンバにおけるメイズ栽培の進展と村落生活の変化」（『国立民族学博物館研究報告』, 31/, 173-201, 1992年）
- 「生計維持機構としての社会関系―ベンバ女性の生活ストラテジー」（『民族学研究』、日本民族学会, 53/1, 31-57, 1988年）
- 「母系社会における共住集団と系譜―中南部アフリカ・ウッドランド帯焼畑農耕民ベンバ族の事例から」（『史境』、歴史人類学会, 16/, 1988年）